# Змај из чајника
Змај из чајника (енгл. Wish Dragon) је кинеско-амерички рачунарски-анимирани фантастично-хумористички филм писца и редитеља Криса Апелханса. Филм продуцирају Columbia Pictures, Sony Pictures Animation, Beijing Sparkle Roll Media Corporation, Tencent Pictures, Base FX, Flagship Entertainment Group, Boss Collaboration и Cultural Investment Holdings. Главне улоге играју Џими Вонг, Џон Чо, Констанс Ву, Наташа Љу Боридицо, Џими О. Јанг, Арон Ју, Вил Јун Ли и Рони Чиенг. Џеки Чен је продуцирао филм и позајмио је глас Чоовој улози у кинеско-мандаринској верзији. Ликовима је позајмљен глас и на кинеском и на енглеском издању филма.
Филм Змај из чајника издат је 15. јануара 2021. у Кини и 11. јуна 2021. године међународно на Netflix-у. Добио је мешовите критике критчара и публике, и истовремено је повољно и неповољно упоређен са филмом Аладин Disney-ја.

## Радња
Дин је студент радничке школе у Шангају који сања о поновном сусрету са пријатељицом из детињства Ли На, која се пре десет година одселила из њиховог суседства са оцем, господином Вангом, и сада живи раскошно. Једног дана, Дин добија чајник од старијег човека, из којег излази Лонг, змај који испуњава жеље. Лонг обавештава Дина да ће испунити три жеље свом господару, тј. ономе ко држи чајник. Дин ће бити Лонгов десети и последњи господар и ослободиће Лонга његовог служења, омогућавајући му да уђе у свет духова. Након тога, Дина прогони трио глупаца предвођених човеком по имену Покетс, које је господин Ванг послао да поврати чајник у нади да ће спасити свој пропали посао. Дин користи своју прву жељу да се бори са лоповима и побегне.
Сутрадан, Дин и Лонг стижу на рођендан Ли На. Дин жели другу жељу—да се на један дан привремено појави као богати принц, надајући се да ће га Ли На приметити и обновити њихово пријатељство. Ли На је разочарана кад схвати да њен отац неће присуствовати њеној забави. Дин, претварајући се да се зове „Дан”, теши је и господин Ванг их пита (путем видео-позива) да заједно једу. Лонг упозорава Дина да ће га Ли На напустити чим сазна његов идентитет, због њиховог различитог социоекономског статуса.
Током састанка, Дин пита Лонга за савет како да се понаша у складу са својим новим статусом, али на крају узнемирава Ли На у процесу. Обоје заврше у Диновом суседству након што су лудаци поново прогонили Дина. Дин се открије Ли На, а они остатак дана проводе у суседству проживљавајући забаву из детињства. Међутим, Ли На се коначно повукла тврдећи да има одговорности и очекивања која треба да испуни, повређујући Динова осећања. Касније те ноћи, Дин љутито тражи од Лонга да га обогати у последњем покушају да буде поштован. Лонг открива Дину да је у животу био богат и моћан господар чија се владавина завршила усамљеношћу и трагедијом и кажњен је да постане змај који испуњава жеље. Лонгова служба као змај који испуњава жеље, жели да га натера да цени смисао живота, нешто што није успео да постигне са свим својим претходним господарима.
Након што је пронашао Дина, Покетс издаје господина Ванга узимајући чајник за себе и пита змаја жеље за прву жељу да све што дотакне претвори у злато. Испушта господина Ванга са велике скеле, смртно га рањавајући испред Ли На. Дин јури лупеже и на крају се бори против Покетса на Лонговим леђима. Покетс углови Дина и припрема се да га удари златном руком, али Лонг му се ставља на пут, чинећи и њега и Покетса претворене у златне статуе. Дин није у стању да заустави Лонгову статуу да не потоне на дно реке, док се Покетс распада о земљу.
Лонг проналази своје људско ја на улазу у свет духова. Упркос искушењу да прође кроз врата, он моли бога чувара капије да се врати код Дина, јер није искористио своју трећу жељу. Старатељ се слаже под једним условом. Дин користи своју последњу жељу да излечи господина Ванга, а Лонг нестаје.
Нешто касније, господин Ванг отвара ресторан у којем се припрема јела Динове мајке, а помажу и Дин и Ли На. Дин проналази чајник попут оног у којем је Лонг боравио и пушта га. Лонг каже Дину да је једини услов за његов повратак на Земљу био остати и служити још десет господара. Након што се опростио од Лонга, Дин поставља чајник на кочију коју је од почетка возио старији човек, који је заправо чувар врата у свет духова.

## Гласовне улоге
| Улога    | Оригинални глас |
| -------- | --------------- |
| Дин Сонг | Џими Вонг       |
| Лонг     | Џон Чо          |
| гђа Сонг | Констанс Ву     |
| Шорт Гун | Џими О. Јанг    |
| Покетс   | Арон Ју         |
| г. Ванг  | Вил Јун Ли      |
| Бог Пипа | Рони Чиенг      |